# ویمبیش
ویمبیش (به انگلیسی: Wimbish) یک روستا و محله مدنی در بریتانیا است که در آتلزفورد واقع شده‌است. ویمبیش ۱٬۶۲۹ نفر جمعیت دارد.